# Yadegar-e-Imamstadion
Het Yadegar-e-Imamstadion (Arabisch: ملعب يادغار إمام) is een multifunctioneel stadion in Tabriz, een stad in Iran. Het stadion is ook bekend als 'Sahandstadion'. Die naam komt van een uitgedoofde vulkaan in de buurt van het stadion. Het stadion maakt deel uit van een groter sportcomplex.
Het stadion wordt vooral gebruikt voor voetbalwedstrijden, de voetbalclub Tractor SC maakt gebruik van dit stadion. Om het grasveld heen ligt een atletiekbaan.
De bouw van het stadion begon in 1989 en werd voltooid in 1996. De kosten van de bouw worden geschat op 6 miljard IRR. In het stadion ligt een grasveld van 105 bij 68 meter. Het stadion werd geopend op 19 januari 1996 met een wedstrijd tussen Tractor Sazi en Machine Sazi. In het stadion is plaats voor 66.833 toeschouwers. Bij de opening was dit het grootste stadion in Iran.
In 2006 werd het stadion gerenoveerd, er kwamen toen nieuwe zitplekken op de tribune. Renovaties waren er ook in 2010. Die renovatie kostte ongeveer 350 miljoen IRR.

## Interlands
Er worden ook een aantal internationale wedstrijden gespeeld door het Iraans voetbalelftal en ook het Iraans voetbalelftal onder 16.
| No. | Datum             | Wedstrijd               | Uitslag | Toernooi                                                       |                  |  |
| --- | ----------------- | ----------------------- | ------- | -------------------------------------------------------------- | ---------------- |  |
| 1.  | 14 april 1998     | Iran – Koeweit          | 1–1     | Vriendschappelijk                                              | Onderlinge duels |  |
| 2.  | 10 augustus 2002  | Iran – Azerbeidzjan     | 1–1     | Vriendschappelijk                                              | Onderlinge duels |  |
| 3.  | 16 september 2015 | Bahrein–16 – India–16   | 0–5     | Kwalificatie Aziatisch kampioenschap voetbal onder 16 van 2016 |                  |  |
| 4.  | 16 september 2015 | Iran–16 – Libanon–16    | 3–1     | Kwalificatie Aziatisch kampioenschap voetbal onder 16 van 2016 |                  |  |
| 5.  | 18 september 2015 | Bahrein–16 – Libanon–16 | 2–1     | Kwalificatie Aziatisch kampioenschap voetbal onder 16 van 2016 |                  |  |
| 6.  | 20 september 2015 | India–16 – Libanon–16   | 6–0     | Kwalificatie Aziatisch kampioenschap voetbal onder 16 van 2016 |                  |  |

## Afbeeldingen

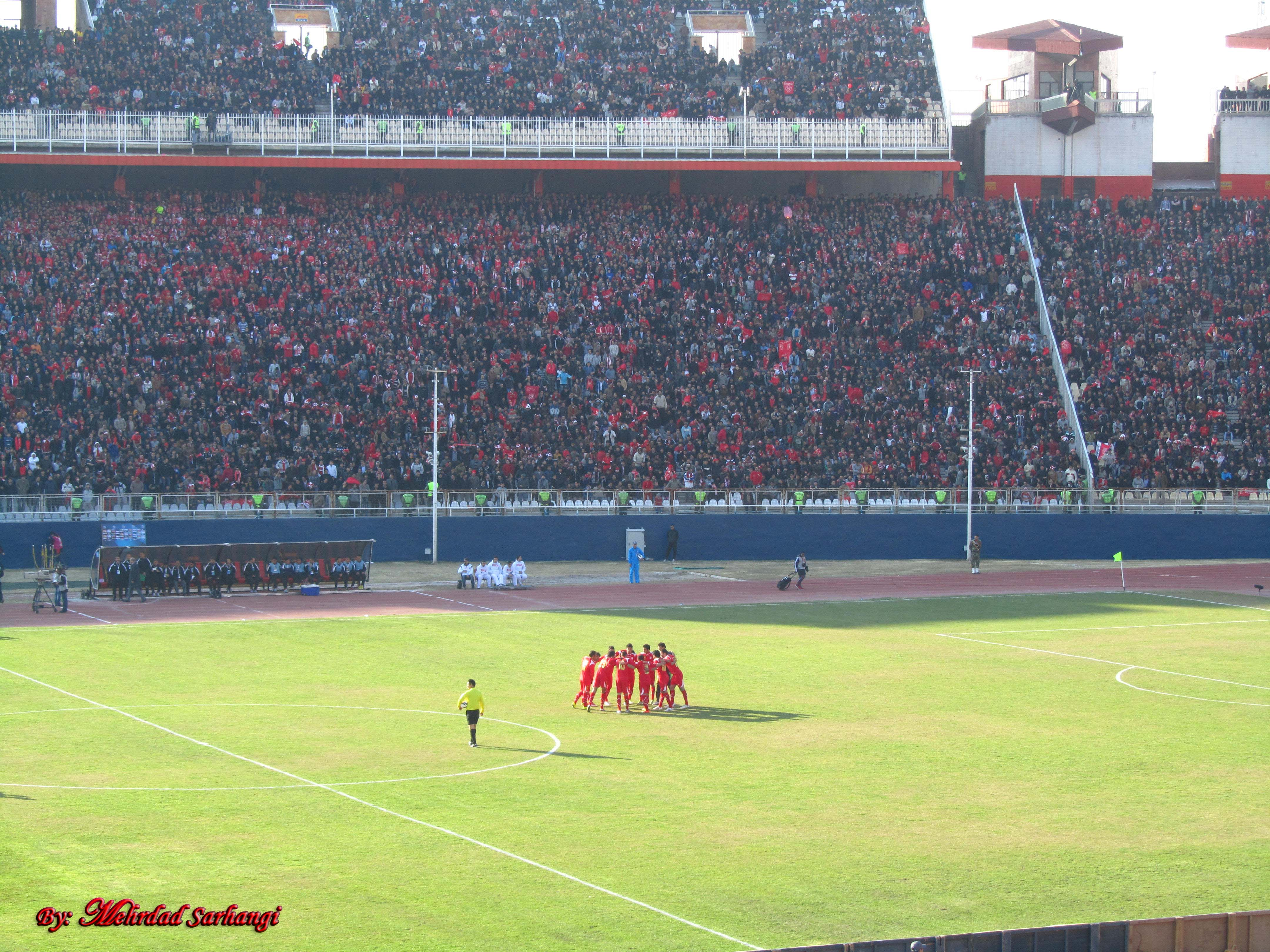
Publiek tijdens een wedstrijd van Tractor SC. Foto uit februari 2013.
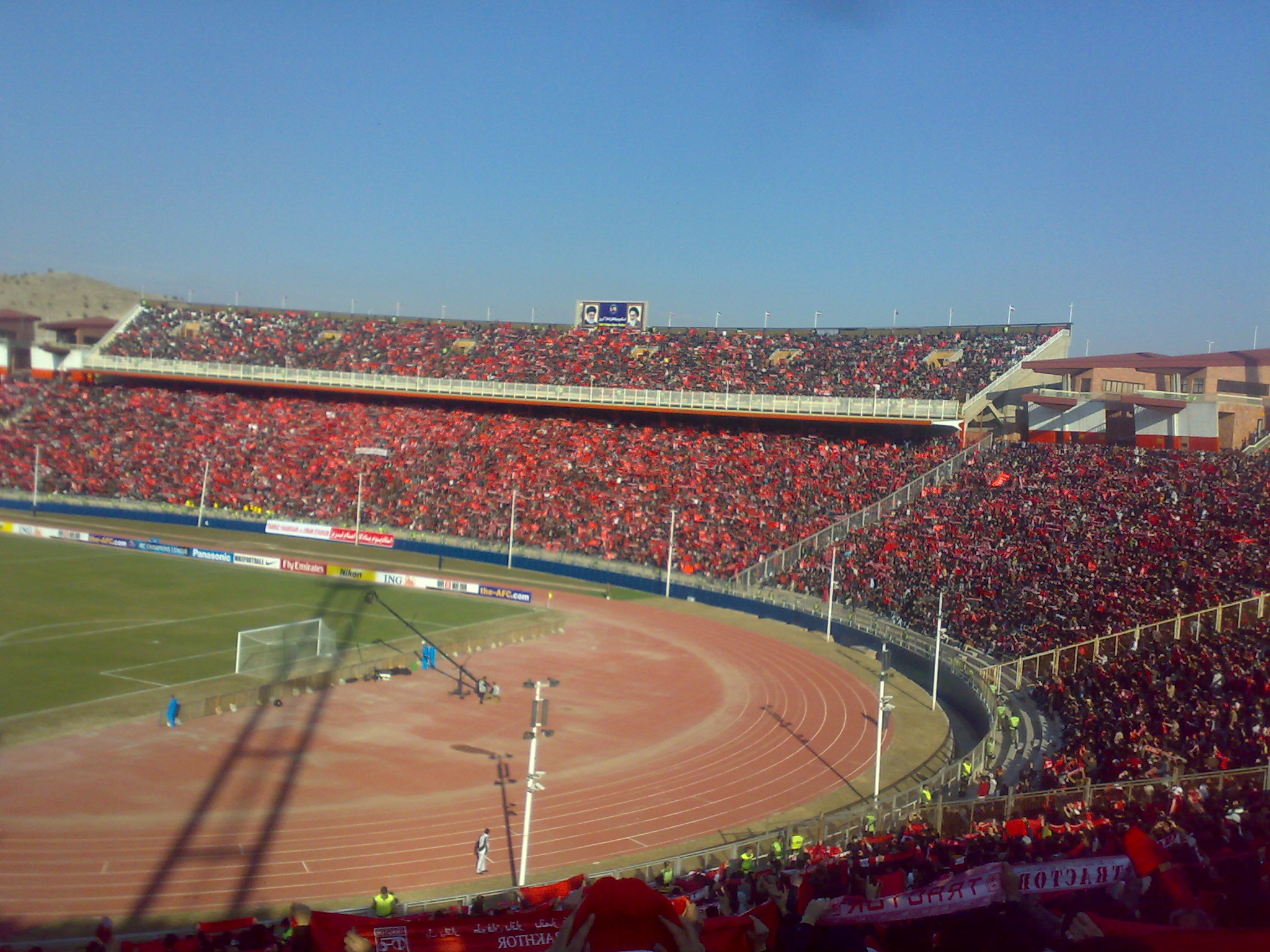
Publiek in een hoek van het stadion met een deel van de atletiekbaan. Foto uit december 2013.